# Pepelno
Pepelno – wieś w Słowenii, w gminie miejskiej Celje. W 2018 roku liczyła 96 mieszkańców. 